# 加村和夫
加村 和夫（かむら かずお、1936年7月9日 - ）は、日本の経営者。神戸屋社長、会長を務めた。

## 来歴・人物
広島県出身。1958年に尾道短期大学経済学科を卒業し、同年に神戸屋に入社。1971年に取締役に就任し、1978年に常務、1987年に副社長を経て、1991年3月に社長に就任し、2002年3月には会長に就任。